# Louie (telessérie)
Louie é uma série de televisão americana de comédia exibida pelo canal FX desde 2010, escrita, dirigida, editada, produzida e estrelada pelo criador da série, o comediante de stand-up Louis C.K..

## Enredo
Louis interpreta uma versão fictícia de si mesmo, um comediante recém-divorciado, pai de duas filhas, que vive em Nova York. O programa tem um formato atípico para séries de televisão de comédia, consistindo de diversas histórias e segmentos (descritos como "vinhetas prolongadas") aparentemente desconexas, que giram em torno da vida de Louie, pontuadas por suas apresentações ao vivo nos shows de stand-up.
As três primeiras temporadas temporadas de Louie tem 13 episódios; a primeira temporada foi exibida em 2010, e a segunda no ano seguinte. A terceira temporada teve sua estreia em 28 de junho de 2012.; a quarta temporada tem 14 episódios, e a quinta, 8 episódios.

## Recepção
O programa recebeu críticas favoráveis, e foi incluído em diversas listas dos melhores de 2010, e Louis C.K. foi indicado para os Prêmios Emmy do Primetime de ator principal de destaque em série de comédia e roteiro de destaque em série de comédia na 63.ª edição do Emmy.

## Hiatus
Depois de fazer um break de dezenove meses em 2012 entre a terceira e quarta temporadas, o canal FX divulgou no TCA Press Tour que o ator, comediante, roteirista, editor e produtor de Louie pediu mais um tempo e agora a série foi adiada sem prazo para retornar.
O FX concordou com o pedido de C.K., que produziu 61 episódios da série desde 2010 e precisa trabalhar em “outras coisas”, entre elas a série Better Things, onde ele vai dirigir sua companheira de elenco Pamela Adlon e outra produção que será anunciada em breve pelo mesmo canal.
“Ele pode voltar em seis meses ou em dois anos, depende dele“, afirmou o CEO John Landgraf.